# صليب الغابة المعقوف

صورة جوية للصليب المعقوف في 14 نوفمبر 2000، من إحدى الصحف الشعبية الألمانية

الصليب المعقوف في الغابة عبارة عن رقعة من أشجار الصنوبر تغطي 0.36 ها (0.0036 كـم2) من غابات الصنوبر بالقرب من زرنيكوف ، مقاطعة أوكرمارك ، براندنبورغ ، في شمال شرق ألمانيا، مرتبة بألوانها الفاتحة لتبدو وكأنها صليب معقوف .

## تاريخ
وتقول التقارير أن أشجار الصنوبر زرعت في عام 1938. ومن غير الواضح كيف تم زرع الأشجار وترتيبها بهذه الطريقة. يبدو أنه[كيف؟] تم زرعها في ذكرى ميلاد أدولف هتلر ، إما من قبل أعضاء شباب هتلر المحليين  أو من قبل أحد من الحراس. 
لمدة بضعة أسابيع من كل عام في الخريف والربيع، يتغير لون أوراق أشجار الصنوبر المزروعة، متناقضًا مع اللون الأخضر العميق لغابة الصنوبر.  إن المدة القصيرة للتأثير، بالإضافة إلى حقيقة أن الصورة لا يمكن تمييزها إلا من الجو وندرة الطائرات المملوكة للقطاع الخاص في المنطقة، تعني أن الصليب المعقوف بقى دون أن يلاحظه أحد إلى حد كبير بعد سقوط ألمانيا النازية . خلال الفترة الشيوعية اللاحقة، ورد أن السلطات السوفيتية كانت على علم بوجوده لكنها لم تبذل أي جهد لإزالته.  ومع ذلك، في عام 1992، أمرت الحكومة الألمانية الموحدة بإجراء مسوحات جوية لجميع الأراضي المملوكة للدولة. وقد قام طلاب الحراجة بفحص الصور، حيث لاحظوا التصميم على الفور.

## الإزالة
حاولت سلطات ولاية براندنبورغ ، خوفاً من إلحاق الضرر بصورة المنطقة واحتمال أن تصبح المنطقة موقعاً للحج لأنصار النازية ، تدمير التصميم بإزالة 43 من أشجار الصنوبر المائة في عام 1995. ومع ذلك، ظل الشكل واضحًا مع الأشجار الـ 57 المتبقية بالإضافة إلى بعض الأشجار التي نمت مرة أخرى، وفي عام 2000 نشرت الصحف الشعبية الألمانية المزيد من الصور الجوية التي تُظهر بروز الصليب المعقوف. وبحلول ذلك الوقت، كانت ملكية حوالي نصف الأرض التي كانت الأشجار موجودة عليها قد بيعت إلى أيدٍ خاصة، ولكن تم الحصول على إذن بقطع 25 شجرة أخرى في المنطقة المملوكة للحكومة في الأول من ديسمبر/كانون الأول عام 2000، وأصبحت الصورة الجوية غامضة إلى حد كبير.

## حوادث مماثلة
في أواخر سبعينيات القرن العشرين، اكتشفت القوات الأمريكية صليبًا معقوفًا إلى جانب الرقم "1933" مزروعًا بأسلوب مماثل في هيسن .  غير معروف من قام بزراعة هذه الأشجار.
في سبتمبر 2006، ذكرت صحيفة نيويورك تايمز عن صليب معقوف آخر (مقلوب) في غابة إيكي نارين، قرغيزستان ، يقع في41°26′53″N 76°23′28″E / 41.448°N 76.391°E على حافة جبال تيان شان. الصورة المعكوسة للصليب المعقوف المصنوع من الشجر تقارب ال200 متر امتدادًا. تعددت الأساطير و الخرافات عن كيفية زراعة الصليب المعقوف في المناطق السوفييتيةز
تم زرع غابة من أشجار الصنوبر على شكل كلمة "DVX" ( كلمة لاتينية تعني duce ) في عام 1939 على جبل جيانو (بالقرب من أنترودوكو ، وسط إيطاليا) لتجنب الانهيارات الأرضية وما زالت موجودة حتى الآن. 
في ولاية أوريغون الأمريكية، تم زرع وجه مبتسم في عام 2011 باستخدام أشجار الصنوبر في غابة الصنوبر. يمكن "رصده من قبل السائقين المسافرين على الطريق أوريغون 18 بين جراند روند وويلامينا". 

## ملحوظات
1. ↑  Cleaver, Hannah (November 30, 2000). "Berlin forest swastika to go but its image may remain". Daily Telegraph. Retrieved March 9, 2006.
2. ↑  Askin، Jennifer (4 ديسمبر 2000). "Germany Destroys Forest Swastika". ABC news. مؤرشف من الأصل في 2024-09-14. اطلع عليه بتاريخ 2009-09-19.
3. ↑  Askin، Jennifer (4 ديسمبر 2000). "Germany Destroys Forest Swastika". ABC news. مؤرشف من الأصل في 2024-09-14. اطلع عليه بتاريخ 2009-09-19.Askin, Jennifer (4 December 2000). "Germany Destroys Forest Swastika". ABC news. Retrieved 2009-09-19.
4. ↑  "German forest loses swastika" بي بي سي نيوز, December 4, 2000, retrieved March 9, 2006 نسخة محفوظة 2012-07-11 at Archive.is
5. ↑  Alex Moore (9 يوليو 2013). "Germany's insane 'Swastika Forests' are still an unsolved mystery". deathandtaxesmag.com. مؤرشف من الأصل في 2022-07-06.
6. ↑  Roma: neve sul monte Giano, riappare la scritta «DUX», كوريري ديلا سيرا نسخة محفوظة 2020-02-12 at Archive.is
7. ↑   People magazine نسخة محفوظة 2023-06-01 على موقع واي باك مشين.

## روابط خارجية
- "صليب معقوف مصنوع من أشجار حية مقطوعة في غابة ألمانية" CNN ، 4 ديسمبر 2000، تم استرجاعه في 9 مارس 2006
- "الصليب المعقوف في غابة برلين سيختفي لكن صورته قد تبقى" من صحيفة ديلي تلغراف
- باللغة الألمانية "Der Hakenkreuz-Wald bei Zernikow kam unter die Säge" ، صحيفة برلينر تسايتونج بتاريخ 5 ديسمبر 2000. يمكن الوصول إليها عبر أرشيف الإنترنت .
- باللغة الألمانية "Das Kreuz im Wald" ، دي تسايت ، 12 أغسطس 2004. تم الوصول إلى عنوان URL آخر مرة في 14 مارس 2006.